# OpenGrok
OpenGrok — свободное программное обеспечение, предназначенное для индексации исходного программного кода и веб-приложение для поиска и навигации по проиндексированному исходному коду. Поиск построен на основе движка Lucene.

## Возможности
- Для многих языков программирования поддерживается подсветка синтаксиса и распознавание мест объявления и использования идентификаторов (переменных, имён классов, методов, и так далее).
- Интегрируется с распространёнными системами контроля версий, среди которых CVS, SVN, Git, Mercurial и другие.
- Возможность просмотра исторических версий и аннотированного историей кода, поиск по истории.
- Инкрементальное обновление индекса — позволяет встраивать индексатор в пост-коммитные хуки в системах контроля версий.
- Проект написан на языке программирования Java и, как следствие, платформо-независим — работает под Windows и многими вариантами Unix.